# Herman Błank
Herman Isaakowycz Błank, ukr. Герман Ісаакович Бланк, ros. Герман Исаакович Бланк, Gierman Isaakowicz Błank (ur. 1905, Imperium Rosyjskie, zm. 19??, Ukraińska SRR) – ukraiński piłkarz i trener piłkarski.

## Kariera piłkarska
Występował w dynamowskich zespołach Odessy i Kijowa.

## Kariera trenerska
Po zakończeniu kariery piłkarza rozpoczął pracę szkoleniowca. W 1936 roku trenował Kołhosp im. Czapajewa. Latem 1937 stał na czele Dynama Odessa, którym kierował do czerwca 1939.